# Anthrenus pimpinellae
Anthrenus pimpinellae é uma espécie de insetos coleópteros polífagos pertencente à família Dermestidae.
A autoridade científica da espécie é Fabricius, tendo sido descrita no ano de 1775.
Trata-se de uma espécie presente no território português.

## Descrição
Tamanho de cerca de 3–4 mm. Élitros preto com escamas brancas e marrons.

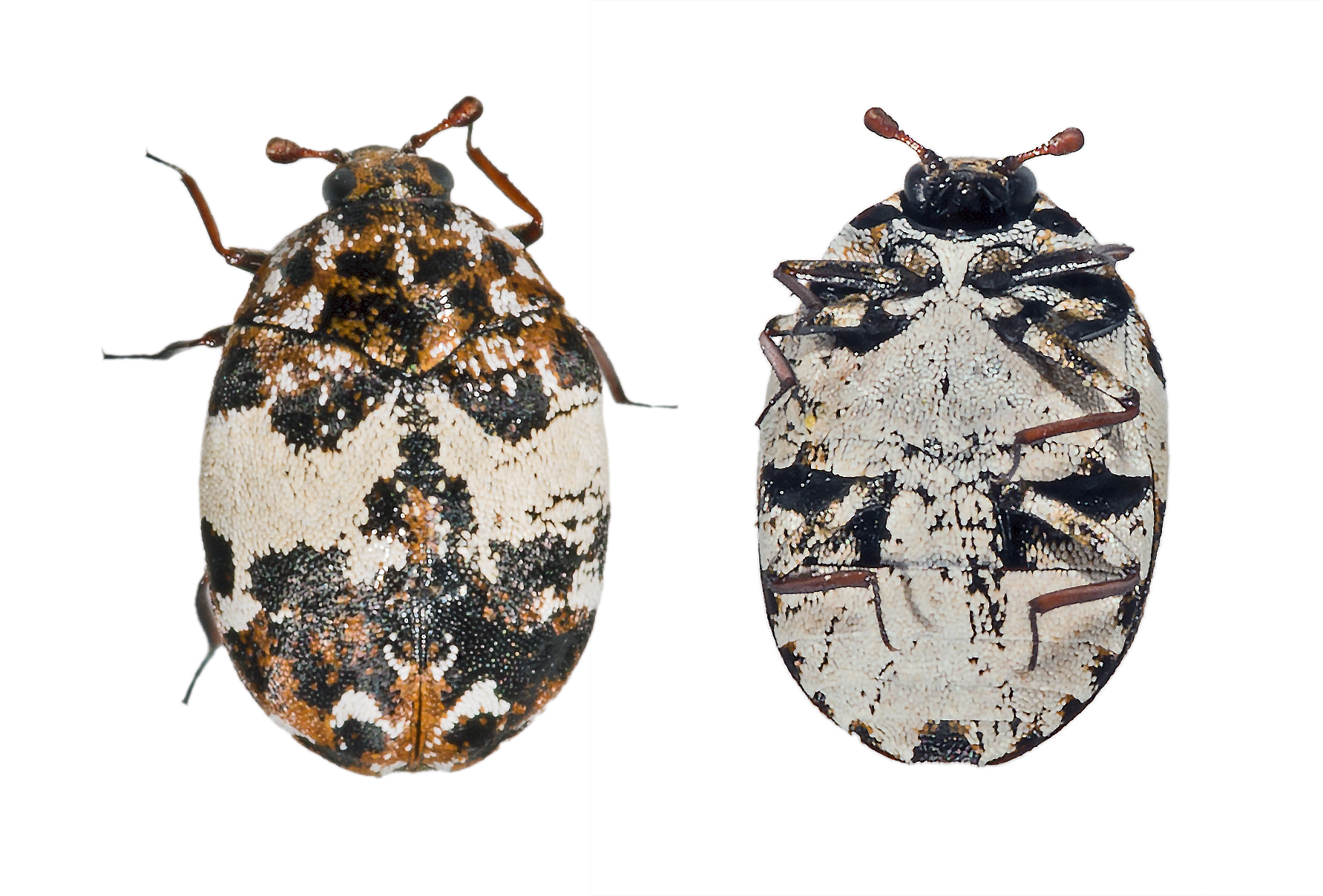
Ambos os lados.